# NGC 7598
NGC 7598 је прстенаста галаксија у сазвежђу Пегаз која се налази на NGC листи објеката дубоког неба.
Деклинација објекта је + 18° 44' 59" а ректасцензија 23h 18m 33,3s. Привидна величина (магнитуда) објекта NGC 7598 износи 14,9 а фотографска магнитуда 15,9. NGC 7598 је још познат и под ознакама MCG 3-59-33, CGCG 454-33, ARAK 582, LT 32, PGC 71011.